# Alkaest
Anche detto alkahest o alchaest, l'Alkaest è, in alchimia, un solvente universale, che funge da medicina in grado di sconfiggere tutte le malattie.

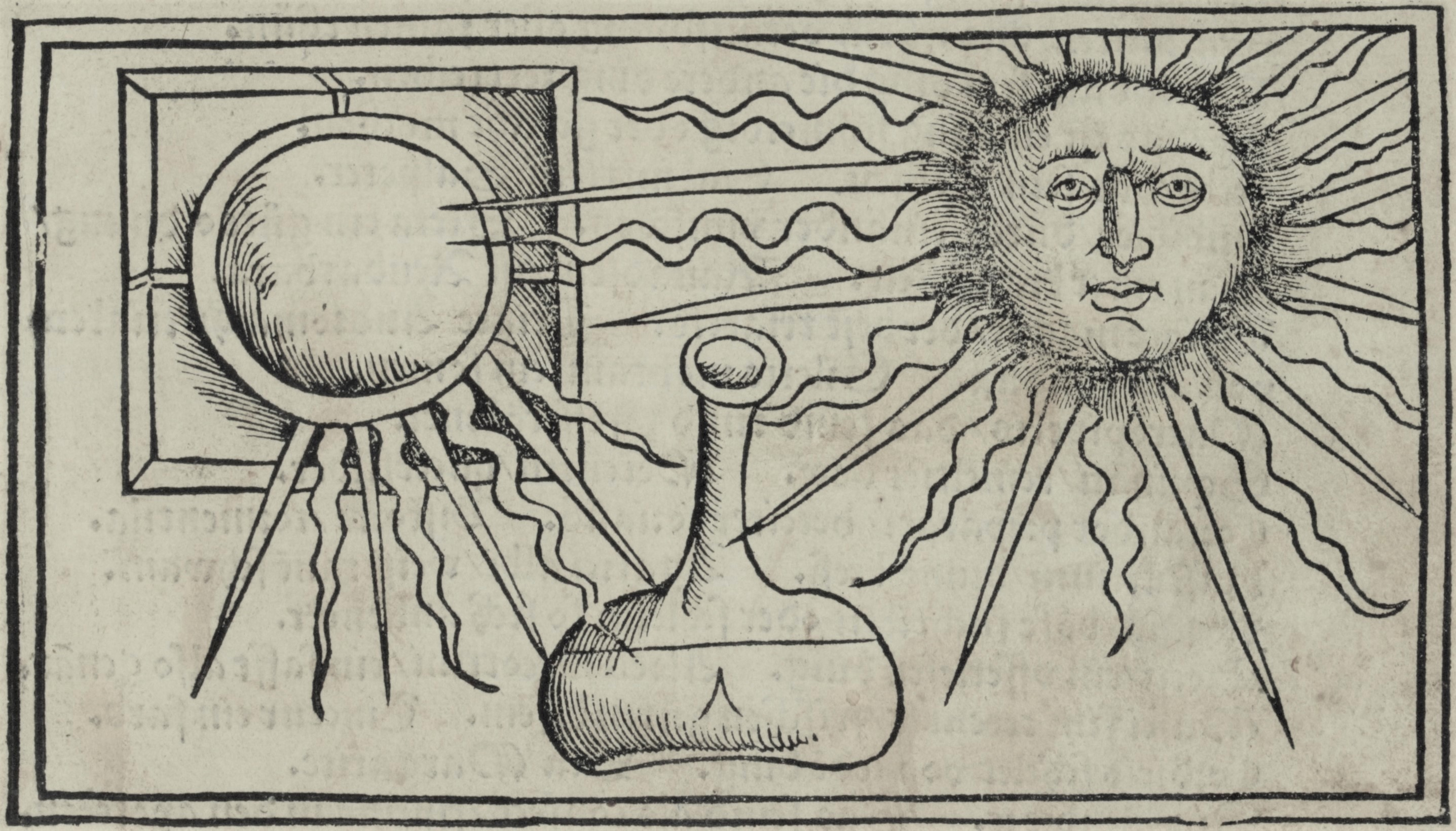
Illustrazione dal frontespizio di Coelum philosophorum, di Philippus Ulstadius (edito a Strasburgo da Johannes Grienynger, 1527), che raffigura una Luna e un Sole con al centro un'ampolla in cui viene operata la distillazione chimica della quintessenza spirituale.

Deriva dal tedesco al geest (all geist), cioè «tutto spirito» o «spirito universale».

## Storia
Il primo a menzionare l'alchaest fu Paracelso, che potrebbe tuttavia averlo coniato anche da parole arabe, come القلية (al-kali o al-qali), con cui si designavano le sostanze alcaline, capaci di neutralizzare gli acidi. Un'altra possibile etimologia al riguardo è dal latino alcali est («è un alcali»).
La ricetta dell'alchaest di Paracelso, che era interessato solo all'aspetto terapeutico dei prodotti alchemici, non curandosi della trasmutazione dei metalli, poteva basarsi secondo alcuni su acqua regia, oppure su una soluzione di ossido di calcio o carbonato di potassio disciolto nell'alcool.
Paracelso lo menziona in un piccolo trattato incompiuto, De viribus membrorum (1526-1527 circa), in cui descrivendo i farmaci per i vari organi del corpo umano, gli attribuisce la forza corrosiva del fegato:
(Paracelso, De viribus membrorum, trad. it. in Efraimo Chambers, Dizionario universale delle arti e delle scienze, vol. I, pag. 135, alla voce «alkahest», Venezia, presso Giambatista Pasquali, 1749)
In seguito l'alkahest verrà considerato come il fuoco creatore di cui risulta composta la stessa pietra filosofale, sebbene a differenza di quest'ultima, dalla natura fissa, esso resti volatile.

### Il dibattito sull'alkahestdopo Paracelso
Fra i seguaci di Paracelso, Michael Toxites nel 1574 definì l'alkahest come «mercurio preparato per il fegato», ripreso nel 1583 dal belga Gerard Dorn.
Fu poi soprattutto il medico e alchimista Jean Baptiste van Helmont a svilupparne il concetto, definendolo come l'elisir in grado di guarire da ogni malattia, e facendolo derivare dal mercurio filosofico. Nei suoi scritti principali, in cui prestava attenzione anche alla trasmutazione dei metalli, e in generale alle tecniche per separare il puro dalle parti impure della natura, Van Helmont parlava del liquore alkahest come uno dei più grandi segreti di Paracelso, intendendolo esplicitamente come un'acqua incorruttibile dal potere dissolvente, capace di ricondurre qualsiasi corpo alla sua materia prima.
Si trattava per Van Helmont di un mestruo universale, o un'«acqua di fuoco», da concepire non come un sale corporeo, bensì come uno «spirito salino», che il calore non può addensare con l'evaporazione dell'umidità, essendo la sua sostanza spirituale e volatile.
Basandosi sulle descrizioni medievali del sal alkali, egli descrisse inoltre un processo di applicazione del suo alkahest all'olio d'oliva, il cui risultato è stato identificato come glicerolo.
Contro gli sviluppi della scuola paracelsiana si scagliarono diverse figure legate ai concetti e alla nomenclatura tradizionale, tra cui l'alchimista Ludovico Conti, il quale, nel Tractatus de liquore alkahest (1661), ne sottolineò i limiti di sostanza artificiale, al contrario dell'origine "naturale" del mercurio filosofico.
I due concetti, di mercurio e di alchaest, tesero tuttavia nel tempo a sovrapporsi, come già nella riflessione di Pierre Jan Fabre, che, nel Manuscriptum ad Fridericum (1653), ne indicò l'identità. Nella trattazione successiva a Fabre, i due termini sono ormai utilizzati come sinonimi.
Il termine alkaest ricorre anche in Johann Rudolph Glauber, membro del cenacolo magico della regina Cristina di Svezia, il quale tuttavia non volle mai svelarne il segreto. Secondo l'alchimista Samuel Forberger esso consisteva in un fuoco «umido e secco», derivante dalla fissazione del nitro, capace di ridurre ogni composto in olio.

## Problematiche
Un ipotetico problema riguardante l'alkahest è la sua capacità di disciogliere ogni materia, per cui non potrebbe essere inserito in un contenitore perché dissolverebbe il contenitore stesso. L'alchimista Filalete specificò tuttavia che l'alkahest dissolve solo i materiali composti scindendoli nelle loro parti costituenti, cioè nei loro elementi primi; un ipotetico contenitore fatto di un elemento puro, quale ad esempio il piombo, non subirebbe quindi la dissoluzione ad opera dell'alkahest.